# Anders Johan Sjögren
Anders Johan Sjögren ou Andreas Johan Sjögren, né le 8 mai 1794 à Iitti et mort le 18 janvier 1855 à Saint-Pétersbourg, est un linguiste, ethnologue, historien et explorateur finlandais. Il est surtout connu pour avoir découvert le peuple et la culture des Vepses.

## Biographie
Anders Sjögren est le seul enfant survivant d'un cordonnier de langue finnoise. Les pasteurs de Sitikkala remarquent vite les capacités intellectuelles du jeune Anders. Il étudie en suédois et il reçoit des cours à domicile à Loviisa et Porvoo, où il est élève de l'école primaire de Loviisa puis du lycée de Porvoo où il obtient son examen d'entrée à l'université en 1813. Il étudie alors à l'académie royale d'Åbo, où il obtient son doctorat en 1819.
Lorsque Anders Sjögren entre à l'académie royale d'Åbo, il devient l'un des activistes du romantisme de Turku. Longtemps inédit, son journal (Ephemerider) montre la puissante influence que Johann Gottfried Herder et Henrik Gabriel Porthan avaient sur lui.
Dès 1814, Anders Sjögren commence à collecter le folklore finnois, alors qu'il fait son premier voyage d'études. En 1816 et 1817, pendant ses voyages en Ingrie, il entend chanter des poèmes à  métrique du Kalevala et il prend conscience de l'aspect immémoriel et de l'importance nationale de ces poèmes. Cette expérience a influencé la décision d'Anders Sjögren d'étudier les langues finno-ougriennes du nord de la Russie ainsi que l'histoire et la tradition de leurs locuteurs.
Pour diverses raisons, les autorités russes estiment qu'il est important d'étudier ces peuples. Les Russes veulent des informations sur l'histoire, la géographie, le climat, les ressources économiques, les langues et les cultures de leur territoire national. Ils pensent qu'une grande partie des peuples du nord de la Russie parlent des dialectes finnophones et recherchent donc des contacts avec des scientifiques finlandais. Au début du XIXe siècle, Henrik Gabriel Porthan avait refusé une invitation de l'Académie des sciences de Russie à faire une expédition en Russie. Lorsque l'idée est relancée à la fin des années 1810, Anders Sjögren entreprend cette expédition.
Assisté du linguiste Gustaf Renvall et de l'historien Anders Johan Hipping, il s'installe à Saint-Pétersbourg en 1819 et commence à préparer l'expédition. Soutenu par le secrétaire d'État Robert Henrik Rehbinder, Anders Sjögren reçoit une bourse d'études, une affectation et une autorisation du tsar Alexandre Ier pour mener des recherches parmi les peuples du nord de la Russie. De 1820 à 1821, il travaille comme professeur à la maison à Saint-Pétersbourg dans la famille de l'évêque Zacharias Cygnæus (fils).
L'expédition dure cinq ans, de 1824 à 1829, au cours desquels Anders Sjögren parcourt 12 000 kilomètres à cheval, en chemin de fer, en traîneaux et sur l'eau. Il voyage à Aunus et à Viena en Carélie, au nord-est de la Finlande et au nord et à l'est de la Laponie, d'où il a voyagé à l'est jusqu'à l'Oural jusqu'à Perm et apprend en chemin le Komi et l'Oudmourte. Il retourne à Saint-Pétersbourg sur la route du sud traversant Kazan et Vologda en recueillant une grande quantité d'informations sur l'histoire, les langues, la poésie et la tradition folkloriques, l'onomastique, l'ethnologie et l'économie de différents peuples.
De retour à Saint-Pétersbourg, Anders Sjögren, est nommé chercheur à l'Académie des sciences de Russie et publie les résultats de son voyage de recherche de 1830 à 1834.
Dans ces ouvrages et dans ses écrits déjà publiés au cours du voyage, Anders Sjögren a classé la parenté finno-ougrienne d'une manière nouvelle, basée sur des preuves linguistiques, et a ajouté au groupe les Vepses qu'il a découverts.
Dans le même temps, Anders Sjögren a jeté un nouvel éclairage sur les langues sames et leur parenté avec la langue finnoise et a rédigé une description des bases de la langue Komi. Pendant son voyage, Anders Sjögren a écrit des articles pour des journaux finlandais et russes, dans lesquels il a donné de nouvelles informations sur la Carélie et son folklore. Son ouvrage Kemi-Lappmark, publié à Helsinki en 1828, est un excellent exemple des descriptions multidisciplinaires des régions russes poursuivies par l'Académie des sciences.
Ses expéditions suivant celle de 1835–1837 ont porté sur les Ossètes du Caucase du Nord et la langue tatar de Crimée ; et celles de 1846 et 1852 s'est intéressée aux Livoniens baltes.
L'importance d'Anders Sjögren est due au fait qu'il est l'un des premiers explorateurs ayant consacré sa recherche principalement aux peuples finno-ougriens. Ses liens avec Elias Lönnrot, plus jeune que lui, sont également significatifs. Anders Sjögren et Elias Lönnrot se sont rencontrés pour la première fois en 1834. Une correspondance s'est développée entre eux, traitant notamment de la langue finnoise et des poèmes populaires.
Depuis sa position à Saint-Pétersbourg, Anders Sjögren a pu faciliter les objectifs d'autres chercheurs finlandais lors de voyages de recherche en Russie (par exemple Matthias Alexander Castrén). En tant que linguiste, il s'est ensuite également intéressé à d'autres langues, comme la langue ossète, dont il a compilé la grammaire et rédigé un dictionnaire.

## Publications
- (de) Anders Sjögren, Gesammelte Schriften I–II, (réimpr. 1969) (1re éd. posthume 1861)
- (fi) Anders Sjögren, Tutkijan tieni, käsikirjoituksesta suomentanut Aulis Johannes Joki, Suomalaisen kirjallisuuden seura, 1955
- (de) Anders Sjögren, Ueber die finnische Sprache und ihre Literatur, 1821
- (de) Anders Sjögren, Über die älteren Wohnsitze der Jemen ein Beitrag zur Geschichte der Tschudischen Völker in Russland, 1831
- (de) Anders Sjögren, Ueber die Finnische Bevölkerung des St. Petersburgischen Gouvernements und ueber den Ursprung des Namens Ingermannland, 1833
- (de) Anders Sjögren, Ueber den grammatischen Bau der Sürjänischen Sprache mit Rücksicht auf die Finnische, 1834
- (de) Anders Sjögren, Berufung der Schwedischen Rodsen durch die Finnen und Slawen. Eine Vorarbeit zur Entstehungsgeschichte des Russischen Staates, von Ernst Kunik. Erste Abtheilung, 1844
- (de) Anders Sjögren, Ossetische Sprachlehre nebst kurzem Ossetisch-Deutschen und Deutsch-Ossetischen Wörterbuch, Saint-Pétersbourg, 1844 (lire en ligne)
- (sv) Anders Sjögren, Anteckningar om församlingarne i Kemi-Lappmark, Helsinki, 1828
- (de) Anders Sjögren, Zur Ethnographie Liwlands, Saint-Pétersbourg, 1849
- (de) Anders Sjögren, Bemerkungen zu dem Aufsatze: Neue ehstnische Uebersetzungen der Bacmeister'schen Sprachprobe u. s. w.., 1850
- (de) Anders Sjögren, Joh. Andreas Sjögren's gesammelte Schriften I - II, Saint-Pétersbourg, 1861 (réimpr. 1955 Leipzig 1969))
- (fi) Anders Sjögren, Tutkijan tieni (autobiographie), 1844 (réimpr. 1955)
- (sv) Anders Johan Sjögren, Allmänna Ephemerider. Dagböckerna 1806–1855, Michael Branch, Esko Häkli, Marja Leinonen, Kansalliskirjasto, 19 mai 2020, 8000 p. (lire en ligne)

## Prix et reconnaissance
Parmi les récompenses reçues par Anders Sjögren citons:
- Prix Volney, 1846
- Chevalier de l'ordre de Dannebrog, R 3 1846
- Ordre de Sainte-Anne, R 3 1833, R 2 1847
- Ordre de Saint-Stanislas, 1855